# Campionati europei di skeleton 2021
I Campionati europei di skeleton 2021 sono stati la ventisettesima edizione della rassegna continentale europea dello skeleton, manifestazione organizzata annualmente dalla Federazione Internazionale di Bob e Skeleton; si sono tenuti l'8 gennaio 2021 a Winterberg, in Germania, sulla pista Veltins-Eisarena, il tracciato sul quale si svolsero le rassegne continentali del 1984, del 1988, unicamente nella specialità maschile, del 2011 e del 2017 anche in quella femminile. La località della Renania Settentrionale-Vestfalia ha quindi ospitato le competizioni europee per la quinta volta nel singolo maschile e per la terza in quello femminile. 
Anche questa edizione si è svolta con la modalità della "gara nella gara" contestualmente alla quinta tappa della Coppa del Mondo 2020/2021.
Vincitrice del medagliere è stata la Russia, capace di ottenere entrambi i titoli e due medaglie sulle sei assegnate in totale: quella d'oro venne conquistata da Aleksandr Tret'jakov nel singolo maschile, al suo secondo alloro europeo a quattordici anni di distanza dal primo, mentre in quello femminile la vittoria è andata alla connazionale Elena Nikitina, per la quarta volta sul gradino più alto del podio continentale e per la seconda consecutiva.

## Risultati

### Singolo donne
La gara è stata disputata l'8 gennaio 2021 nell'arco di due manches e hanno preso parte alla competizione 17 atlete in rappresentanza di 10 differenti nazioni. Campionessa uscente era la russa Elena Nikitina, vincitrice anche nel 2013 e nel 2018, che ha confermato il titolo anche in questa edizione, sopravanzando la tedesca Tina Hermann, vincitrice della medaglia d'argento e già seconda nel 2016, e l'austriaca Janine Flock, già campionessa nel 2014, nel 2016 e nel 2019 e alla sua nona medaglia continentale consecutiva, cui andò il bronzo.
| Pos. | Atlete              | Nazione     | 1ª manche | 2ª manche | Totale  | Distacco |
| ---- | ------------------- | ----------- | --------- | --------- | ------- | -------- |
|      | Elena Nikitina      | Russia      | 57"60     | 57"50     | 1'55"10 | –        |
|      | Tina Hermann        | Germania    | 57"58     | 57"58     | 1'55"16 | +0"06    |
|      | Janine Flock        | Austria     | 57"64     | 57"65     | 1'55"29 | +0"19    |
| 4    | Jacqueline Lölling  | Germania    | 57"64     | 57"72     | 1'55"36 | +0"26    |
| 5    | Hannah Neise        | Germania    | 57"67     | 57"84     | 1'55"51 | +0"41    |
| 6    | Kimberley Bos       | Paesi Bassi | 57"77     | 58"06     | 1'55"83 | +0"73    |
| 7    | Anna Fernstaedt     | Rep. Ceca   | 58"06     | 57"89     | 1'55"95 | +0"85    |
| 8    | Kim Meylemans       | Belgio      | 58"04     | 57"94     | 1'55"98 | +0"88    |
| 9    | Julija Kanakina     | Russia      | 58"08     | 58"07     | 1'56"15 | +1"05    |
| 10   | Valentina Margaglio | Italia      | 58"20     | 57"96     | 1'56"16 | +1"06    |

Nota: in grassetto il miglior tempo di manche.

### Singolo uomini
La gara è stata disputata l'8 gennaio 2021 nell'arco di due manches e hanno preso parte alla competizione 21 atleti in rappresentanza di 12 differenti nazioni. Campione uscente, nonché vincitore delle ultime undici edizioni, era il lettone Martins Dukurs, che ha tagliato il traguardo in seconda posizione vincendo la medaglia d'argento; il titolo è stato pertanto vinto dal russo Aleksandr Tret'jakov, al suo secondo alloro continentale dopo quello conquistato quattordici anni prima nell'edizione del 2007, sopravanzando Martins Dukurs e il tedesco Alexander Gassner, alla sua prima medaglia continentale, cui andò il bronzo.
| Pos. | Atleti               | Nazione       | 1ª manche | 2ª manche | Totale  | Distacco |
| ---- | -------------------- | ------------- | --------- | --------- | ------- | -------- |
|      | Aleksandr Tret'jakov | Russia        | 56"28     | 56"08     | 1'52"36 | –        |
|      | Martins Dukurs       | Lettonia      | 56"46     | 56"07     | 1'52"53 | +0"17    |
|      | Alexander Gassner    | Germania      | 56"43     | 56"14     | 1'52"57 | +0"21    |
| 4    | Felix Keisinger      | Germania      | 56"50     | 56"25     | 1'52"75 | +0"39    |
| 5    | Craig Thompson       | Gran Bretagna | 56"75     | 56"18     | 1'52"93 | +0"57    |
| 6    | Tomass Dukurs        | Lettonia      | 56"67     | 56"41     | 1'53"08 | +0"72    |
| 7    | Daniil Romanov       | Russia        | 56"76     | 56"35     | 1'53"11 | +0"75    |
| 8    | Christopher Grotheer | Germania      | 56"75     | 56"52     | 1'53"27 | +0"91    |
| 9    | Nikita Tregubov      | Russia        | 56"86     | 56"48     | 1'53"34 | +0"98    |
| 10   | Samuel Maier         | Austria       | 56"86     | 56"61     | 1'53"47 | +1"11    |

Nota: in grassetto il miglior tempo di manche.

## Medagliere
| Pos.   | Nazione  | Oro | Argento | Bronzo | Totale |
| ------ | -------- | --- | ------- | ------ | ------ |
| 1      | Russia   | 2   | 0       | 0      | 2      |
| 2      | Germania | 0   | 1       | 1      | 2      |
| 3      | Lettonia | 0   | 1       | 0      | 1      |
| 4      | Austria  | 0   | 0       | 1      | 1      |
| Totale | Totale   | 2   | 2       | 2      | 6      |